# چین‌مرغابی‌ها
چین‌مرغابی‌ها (نام علمی: Sinanas) سرده‌ای از مرغابی‌های پیشاتاریخ است که در میوسن میانی می‌زیسته است. تنها گونه شناخته‌شده آن Sinanas diatomas است. فسیل‌های این گونه از استان شاندونگ چین به دست آمده است. آرایه‌شناسان دربارهٔ قرابت آن با پرندگان آبزی نوین نامطمئن هستند.